# Holka od vedle
Holka od vedle je česká romantická komedie z roku 2025. Film režíroval Filip Oberfalcer, který k němu rovněž napsal scénář. Jednalo se o jeho režisérský debut. Ve filmu si hlavní role zahráli Martina Babišová, Adam Mišík, Kryštof Bartoš, Milan Šteindler a Jitka Sedláčková.

## Děj
Kristýna pracuje v knihovně a žije se svým přítelem Filipem. Ten ji ale podvádí, a tak se rozhodne vztah ukončit. Její rodiče jí pravidelně radí a dělí se s ní se svými životními zkušenostmi. Tato pomoc ale není to co očekává, a proto hledá nejlepší životní řešení. Velkou oporu jí dělá její kamarádka Tamara. Do jejího života vstupuje grafik Tomáš, ke kterému časem získává sympatie. Kristýna stojí před důležitým rozhodnutím, zda oživit svůj nepovedený vztah, nebo dát šanci novému.

## Obsazení
- Martina Babišová jako Kristýna
- Adam Mišík jako Filip
- Kryštof Bartoš jako Tomáš
- Milan Šteindler jako otec Kristýny a starosta města
- Jitka Sedláčková jako matka Kristýny
- Anita Krausová jako Tamara
- Václav Upír Krejčí jako starý šoumen
- Vladimír Škultéty
- Vavřinec Hradilek
- Lukáš Duy Anh Tran

## Natáčení a lokace
Filmové scény byly natáčeny v roce 2024. Většina z nich se natáčela v jihočeské Soběslavi, kde se natáčelo v září 2024. Kromě Soběslavi se filmovalo například ve městě Mšeno u Mělníka, Louny nebo v Praze.

## Premiéra
Slavnostní předpremiéra proběhla 22. ledna 2025. O čtyři dny byl film uveden v Soběslavi, kde se většina filmu natáčela a odehrává. Do kin byl snímek uveden 30. ledna.

## Ohlasy
Filmoví kritici snímku vyčetli zejména slabý humor a chybějící romantické prvky. Naopak chválen byl herec Adam Mišík.